# 경상도 방어선
경상도 방어선 또는 경상도 및 충청도 함락은 임진왜란 당시 부산진과 동래성을 무너뜨린 일본군이 사기가 떨어진 경상도와 충청도 지역의 관군들을 무찌르고 개전 10일 만에 경상도를, 개전 14일 만에 충청도를 함락시킨 전투이다.

## 명칭 문제
전투의 발단으로 알고있는 명칭의 기준이 없어서 경상도 방어선이라는 명칭이 언급되었는데 현재는 경상도 방어선으로 알려져있다.
이 전투에서 당시 벌어진 전투의 명칭을 어떻게 정했는지 불명이다. 경상도 및 충청도 함락이라는 명칭은 널리 알려진게 없는걸로 알려졌다.

## 양산 함락
1592년 5월 27일(음력 4월 17일) 밀양부사 박진은 부산과 동래가 함락되었다는 소식에 겁을 먹어 전투다운 전투도 못하고 밀양으로 후퇴하고 양산은 왜 육군 3부대 구로다 나가마사에게 함락된다. 

## 밀양 전투
1592년 5월 28일(음력 4월 18일) 밀양으로 후퇴했던 밀양부사 박진은 군민 300명을 모아 밀양 작원관에서 부산진과 동래에서의 전투 이후 최초로 전투다운 전투를 벌였다. 
협곡을 건너오는 왜 육군 1부대 고니시 유키나가의 일본군을 막으려 했으나 고니시 유키나가의 부장 마쓰라 시게노부의 기습 공격으로 괴멸당했고 결국 박진은 다시 후퇴한다.

## 언양 함락
1592년 5월 29일(음력 4월 19일) 사기가 떨어진 언양 역시 일본 육군 2부대 가토 기요마사에게 허무하게 함락되고만다.

## 김해 전투
1592년 5월 30일(음력 4월 20일) 김해 부사 서예원은 관군 1000명을 이끌고 김해 방어에 나서 서예원은 중군을 맡아 남문을 지키고 중위장 초계군수 이유검을 서문에 배치했다. 
양산을 함락시킨 구로다 나가마사가 김해로 쳐들어오고 초기에는 관군은 열심히 싸웠으나 부산과 동래가 함락되고 밀양에서 지원군이 패배했다는 소식으로 이유겸은 도망치고 서예원은 역시 결국 도망치고 만다. 
이에 남은 군민들이 일어나 동문에는 김득기, 서문에는 류식, 남문은 송빈, 북문은 이대형이 맡아 다시 전투를 치렀으나 결국 김해는 무너지고 만다.

## 경주 함락
1592년 5월 31일(음력 4월 21일) 가토 기요마사는 경주로 진격하고 경주판관 박의장이 싸웠으나 결국 함락되고 일본군은 경주성에 입성해 불국사와 분황사 같은 문화재들을 닥치는 대로 약탈하고 불을 질러 경주의 문화재가 크게 훼손되었다.

## 창원, 영천 함락
1592년 5월 31일(음력 4월 21일)과 6월 1일(음력 4월 22일) 가토 기요마사는 창원과 영천을 쉽게 함락시킨다.

## 문경 전투
1592년 6월 5일(음력 4월 26일) 상주 전투 이후 고니시 유키나가는 문경으로 진격했는데 문경은 성 안이 비어있었다. 문경 관아를 지나는 도중 문경 현감 신길원이 20명의 결사대를 이끌고 화살을 쏘며, 기습 공격을 했으나 전투 끝에 신길원은 투항을 거부하다가 참수당하고 문경은 돌파당한다.

## 성주 함락
1592년 6월 6일(음력 4월 27일) 고니시 유키나가는 문경을 함락시킨 여세를 모아 성주까지 함락시킨다.

## 추풍령 전투
1592년 6월 7일(음력 4월 28일) 추풍령에서는 전쟁 개전 2일 만에 경상우도 방어사로 임명된 조경은 6번째로 구로다 나가마사에 맞서 전투다운 전투를 벌였다. 
특히 조경은 군사 500명과 거창에서 신립의 밑에서 활약한 군관 정기룡 등을 모아 구로다의 일본군 100명의 목을 베는 성과를 거두고 금산에서 김수가 400명의 병력을 더 보내 총 900명의 병력을 모아 구로다에 맞선다. 
일본군이 밀려들자 정기룡이 단기로 달려들어 일본군 50명의 목을 베는 동안 일본군의 매복으로 조경이 생포되자 정기룡이 달려가 일본군의 매복을 격파하고 부상을 입은 조경을 구해 후퇴했고 결국 추풍령을 돌파당하고 만다.

## 결과 및 영향
일본군은 개전 10일 만에 대승을 거두면서 경상도를 완전히 점령하고 개전 14일 만에 충청도까지 함락시켰다. 이후 충주 탄금대 전투에서 신립의 조선군까지 격파해 조선은 위기에 처하게 되어 결국 조선의 임금인 선조는 한양을 버리고 몽진에 이르게 되었다.

## 경상도 및 충청도 함락의 의미
조선 조정의 남부지역 영향력 소멸과 일본군의 전초기지 확립. 그리고 한양으로의 진로가 닦여졌다는데에 일본군에게 의미가 있다.
조선군에게는 남부 지역의 방어력을 잃은 전략적 손실이 매우 컸다.